# NGC 2962
NGC 2962 is een lensvormig sterrenstelsel in het sterrenbeeld Waterslang. Het hemelobject werd op 10 december 1864 ontdekt door de Duitse astronoom Albert Marth.

## Synoniemen
- UGC 5167
- MCG 1-25-11
- ZWG 35.28
- PGC 27635